# 흰개미과
흰개미과(Rhinotermitidae)는 곤충강 바퀴목 흰개미아목에 속하는 곤충의 총칭이다. 현재까지 345종이 학계에 보고되었고 일부는 목조 건물을 갉아 심각한 경제적 피해를 주는 해충으로 분류되어 있다. 한국에는 3종이 보고되어 있다.

## 아과 및 속
위키생물종과 흰개미 카탈로그에 의하면 하위 아과 및 속은 다음과 같다.
- Coptotermitinae
  - 집흰개미속(Coptotermes)
- Heterotermitinae
  - Heterotermes
  - 흰개미속(Reticulitermes)
  - Tsaitermes
- Prorhinotermitinae
  - Prorhinotermes
- Psammotermitinae
  - Psammotermes
- Rhinotermitinae
  - Acorhinotermes
  - Dolichorhinotermes
  - Macrorhinotermes
  - Parrhinotermes
  - Rhinotermes
  - Schedorhinotermes
- Stylotermitinae
  - Stylotermes
- Termitogetoninae
  - Termitogeton